# Lituus (hangszer)
A lituus egy etruszk eredetű tölcséres fúvókájú hangszer. Egy hosszú, egyenes, hengeres csőből áll, amihez a végén visszahajló tölcsér csatlakozik. Az ábrázolások alapján a hosszúsága egy méteresre tehető. A lituus hangképző nyílások, szelepek nélküli hangszer, natúrtrombita, tehát csak a cső természetes rezonanciáinak megfelelő hangmagasságokat lehet vele előállítani. Az alaphang valószínűleg nem szólaltatható meg.
Egy hangszerpéldányt találtak Caere (ma Cerveteri, Róma mellett) etruszk városban, ennek hosszúsága viszonylag nagy, 1,6 m. Külön fúvókarész nem került elő, de lehet, hogy használtak hozzá ilyet.
Nem tévesztendő össze az augurok azonos nevű görbe botjával.